# Furkan Palalı
Furkan Palalı (Konya, 27 ottobre 1986) è un attore, modello ed ex cestista turco, noto per aver interpretato il ruolo di Fikret Fekeli Yaman nella serie Terra amara (Bir Zamanlar Çukurova).

## Biografia
Furkan Palalı è nato il 27 ottobre 1986 a Konya (Turchia), da madre Cemile Palalı e da padre Azmi Palalı.

## Carriera

### Istruzione
Furkan Palalı ha completato l'istruzione secondaria presso la Konya Private Diltaş High School. Dopo aver conseguito il diploma presso la Konya Dolapoğlu Anatolian High School, ha completato la formazione universitaria presso il dipartimento di ingegneria geologica dell'Università di Hacettepe ad Ankara. Si è formato per sei mesi in recitazione creativa ad Ankara, in recitazione teatrale presso la Tuncay Özinel e recitazione caratteriale presso la Ferdi Merter. In seguito ha proseguito la sua formazione post laurea presso il dipartimento di radio e televisione dell'Università di Marmara.

### Basket
Furkan Palalı mentre studiava a Konya, ha iniziato la sua carriera di basket presso l'infrastruttura del Konyaspor Kulübü, che all'epoca stava gareggiando nella Turkish Basketball First League, e dopo aver giocato a palla nello stesso club per sette anni, nel 2000 è stato trasferito alla filiale di Konya del Tofaş club. Dopo due anni, ha deciso di lasciare il basket in modo da dedicarsi agli studi universitari.

### Modello
Furkan Palalı ha iniziato la sua carriera come modello in un'agenzia con sede ad Ankara, dove si è registrato durante gli anni scolastici, con il supporto dei suoi amici e di un'amica che ha lavorato in un'agenzia di modelli ad Ankara durante gli anni dell'università. Dopo essersi laureato all'università, ha valutato le offerte di Istanbul che gli erano state proposte e nel 2010 ha firmato un contratto con l'agenzia Selin Boronkay. Ha preso parte a varie organizzazioni in questa agenzia per 1,5 anni e ha girato molte sfilate e cataloghi, ha anche lavorato per il concorso per modelli, che era il suo unico obiettivo. Si è classificato al primo posto al concorso per modelli Miglior modello della Turchia 2011. Così nello stesso anno, ha avuto il diritto di partecipare al concorso Miglior modello del mondo, dove si è classificato al primo posto anche in quest'ultimo concorso. Dopo aver vinto i concorsi, è ormai diventato un nome noto nella comunità internazionale.

### Recitazione
Furkan Palalı nel 2010 ha fatto la sua prima apparizione come attore con il ruolo di Aras nella serie in onda su Kanal D Küçük Sırlar. L'anno successivo, nel 2011, ha recitato nella serie in onda su Show TV Adını Feriha Koydum. Nel 2012 ha ricoperto il ruolo di Giray nella serie in onda su Show TV Aşk Emek İster. Nello stesso anno ha preso parte al cast della serie in onda su ATV Son Yaz - Balkanlar 1912, nel ruolo di Arif. Nel 2013, ha interpretato il ruolo di Demir nella serie in onda su Show TV Aşk Emek İster. Nel 2014 è entrato a far parte del cast della serie in onda su TRT 1 Kızıl Elma, nel ruolo di Murad Altay.
Nel 2015 ha interpretato il ruolo di Kenan nella serie in onda su TRT 1 Son Çıkış. L'anno successivo, nel 2016, ha recitato nel film Somuncu Baba: Aşkın Sırrı diretto da Kürşat Kızbaz. Nel 2016 ha preso parte al programma televisivo in onda su ATV Elin Oğlu. Nel 2016 e nel 2017 è stato scelto per interpretare il ruolo di Onur Sarıhan nella serie in onda su Fox No: 309, insieme agli attori Demet Özdemir, Sumru Yavrucuk ed Erdal Özyağcılar. Nel 2017 ha ricoperto il ruolo di Mevlana nel film Direniş: Karatay diretto da Selahattin Sancaklı.
Nel 2018 ha interpretato il ruolo di Yiğit Tümer nella serie in onda su Fox Bir Mucize Olsun. L'anno successivo, nel 2019, ha ricoperto il ruolo di Nejat Yılmaz nella serie Benim Tatlı Yalanım. Nello stesso anno ha recitato nel film Yuvaya Dönüs diretto da Hakan Kursun. Nel 2021 nel 2022 è stato scelto per interpretare il ruolo di Fikret Fekeli Yaman nella serie in onda su ATV Terra amara (Bir Zamanlar Çukurova), insieme agli attori Hilal Altınbilek, Murat Ünalmış, Kerem Alışık, Hülya Darcan e İlayda Çevik. Nel 2022 ha ricoperto il ruolo di Serkan nel film Canım Merkez diretto da Hakan Kursun. L'anno successivo, nel 2023, ha interpretato il ruolo del Commissario Ali Hanoglu nella web serie di tabii Sebeke. Nel 2024 ha ottenuto il ruolo di Levent nella serie in onda su Now Kirli Sepeti. Nello stesso anno ha ricoperto il ruolo di Ender nel film Evli, Mutlu, Çocuklu diretto da Ulaş Çobancı. Sempre nello stesso anno, l'emittente italiana Rai, lo ha selezionato come parte del cast della diciannovesima edizione di Ballando con le stelle, trasmessa da Rai 1.

## Vita privata
Furkan Palalı nel 2018 ha avuto una relazione con la collega Burcu Kıratlı. Nel 2023 ha ufficializzato la sua relazione con l'attrice Ezgi Eyüboğlu.

## Filmografia

### Cinema
- Somuncu Baba: Aşkın Sırrı, regia di Kürşat Kızbaz (2016)
- Direniş: Karatay, regia di Selahattin Sancaklı (2017)
- Yuvaya Dönüs, regia di Hakan Kursun (2019)
- Canım Merkez, regia di Hakan Kursun (2022)
- Evli, Mutlu, Çocuklu, regia di Ulaş Çobancı (2024)

### Televisione
- Küçük Sırlar – serie TV, 6 episodi (Kanal D, 2010)
- Adını Feriha Koydum – serie TV (Show TV, 2011)
- Son Yaz - Balkanlar 1912 – serie TV, 4 episodi (ATV, 2012)
- Hayat Devam Ediyor – serie TV, 1 episodio (ATV, 2012)
- Aşk Emek İster – serie TV (Show TV, 2013)
- Kızıl Elma – serie TV, 1 episodio (TRT 1, 2014)
- Son Çıkış – serie TV, 13 episodi (TRT 1, 2015)
- No: 309 – serie TV, 65 episodi (Fox, 2016-2017)
- Bir Mucize Olsun – serie TV, 3 episodi (Fox, 2018)
- Benim Tatlı Yalanım – serie TV, 28 episodi (Star TV, 2019)
- Terra amara (Bir Zamanlar Çukurova) – serie TV, 78 episodi (ATV, 2020-2022)
- Kirli Sepeti – serie TV (Now, 2024)

### Web TV
- Sebeke – serie TV (tabii, 2023)

## Programmi televisivi

### Turchia
- Elin Oğlu (ATV, 2016)

### Italia
- Ballando con le stelle (Rai 1, 2024)

## Doppiatori italiani
Nelle versioni in italiano dei suoi film e delle sue serie TV, Furkan Palalı è stato doppiato da:
- Emanuele Puppio[50] in Terra amara[51]

## Riconoscimenti

### Attore
- Pantene Golden Butterfly Awards
  - 2017: Candidato come Miglior attore di commedie romantiche per la serie No: 309
  - 2017: Candidato come Miglior coppia in una serie televisiva con Demet Özdemir per No: 309
  - 2019: Candidato come Miglior attore in una serie di commedia romantica per la serie Benim Tatli Yalanim
- Premio degli attori della rivista Buzz – Gli uomini d'oro
  - 2020: Vincitore come Miglior attore in un dramma turco per la serie Benim Tatli Yalanim
- Turkey Brand Awards
  - 2019: Vincitore come Miglior attore in una commedia romantica dell'anno per la serie Benim Tatli Yalanim
- Turkey & Azerbaijan Fellowship Awards
  - 2019: Vincitore come Miglior attore in una commedia romantica per la serie Benim Tatli Yalanim

### Modello
- 2011: Vincitore del concorso Miglior modello della Turchia 2011
- 2011: Vincitore del concorso Miglior modello del mondo